# 切羅基縣 (愛阿華州)
切羅基縣（英語：Cherokee County）是美國愛阿華州西北部的一個縣。面積1,495平方公里。根據美國人口調查局2000年統計，共有人口13,035人。縣治切羅基。
成立於1851年，縣名來自切羅基族。